# Lovro Zovko
Lovro Zovko (rođen 18. ožujka, 1981. u Zagrebu), hrvatski tenisač.

## Teniska karijera
2000. i 2001., Zovko ostvaruje prve finale na ATP Touru. U Umagu doseže dvije godine uzastopno finale u konkurenciji parova, oba puta zajedno s Ivanom Ljubičićem. U oba finala izlazi kao poraženi igrač.
U 2007. godini, Lovro ulazi u finale Kremlj Cupa u (Moskvi), zajedno s Tomášem Cibulecom. Finale gube od domaćih tenisača Marata Safina i Dmitrija Tursunova rezultatom 6-4, 6-2. Na putu do finala, Cibulec i Zovko pobjeđuju druge nositelje Lukasa Dlouhya i Pavela Viznera, (finaliste 2007. French Opena i  2007. US Opena), u četvrtini-finala rezultatom 6-2, 6-2.
Zovko u 2007. godini ulazi u još jedan finale i to na turniru u Lyonu sa suigračem Lukaszem Kubotom. U polufinalu pobjeđuju druge nositelje Jonathana Erlicha i Andyja Rama rezultatom 7-6 (4), 4-6, [10-5]. Međutim, dvojac biva u finalu zaustavljen od strane francuskog para Sebastiena Grosjeana i Jo-Wilfried Tsonge sa 6-4, 6-3. 

## ATP karijera

### Parovi: 5 (0:5)
| Legenda (prije/poslije 2009.)                                   |
| Grand Slam (0:0)                                                |
| Tennis Masters Cup / ATP World Tour Finale (0:0)                |
| ATP Masters Serija / ATP World Tour Masters 1000 (0:0)          |
| ATP Međunarodna Zlatna serija / ATP World Tour 500 serija (0:0) |
| ATP Međunarodna serija / ATP World Tour 250 serija (0:5)        |

| Podloga      |
| tvrda (0:2)  |
| zemlja (0:3) |
| trava (0:0)  |
| tapet (0:0)  |

| Ishod | Rb. | Datum               | Turnir | Podloga         | Suigrač       | Finalisti                             | Rezultat         |
| Poraz | 1.  | 17. srpnja 2000.    | Umag   | zemlja          | Ivan Ljubičić | Albert Portas Álex López Morón        | 1:6, 6:7(2)      |
| Poraz | 2.  | 16. srpnja 2001.    | Umag   | zemlja          | Ivan Ljubičić | Sergio Roitman Andrés Schneiter       | 2:6, 5:7         |
| Poraz | 3.  | 8. listopada 2007.  | Moskva | tvrda (dvorana) | Tomáš Cibulec | Marat Safin Dmitrij Tursunov          | 4:6, 2:6         |
| Poraz | 4.  | 22. listopada 2007. | Lyon   | tvrda           | Łukasz Kubot  | Sébastien Grosjean Jo-Wilfried Tsonga | 4:6, 3:6         |
| Poraz | 5.  | 30. srpnja 2011.    | Umag   | zemlja          | Marin Čilić   | Simone Bolelli Fabio Fognini          | 3:6, 7:5, [7:10] |

## Vanjska poveznica
Profil na ATP-u